# Tobe Hooper
Willard Tobe Hooper (Austin, 25 januari 1943 – Sherman Oaks, 26 augustus 2017) was een Amerikaans filmregisseur die gespecialiseerd was in het maken van horror- en sciencefictionfilms.

## The Texas Chain Saw Massacre
Hooper zal waarschijnlijk vooral herinnerd worden als de regisseur van The Texas Chain Saw Massacre. Deze horrorfilm over een kannibalistische familie, maakte van het met een kettingzaag rondhollende personage Leatherface een horror-icoon. Ook was Hoopers documentaireachtige manier van filmen en zijn spanningsopbouw toonaangevend voor talloze andere horrorfilms. Daarnaast was The Texas Chainsaw Massacre grensverleggend in het uitbeelden van geweld en sadisme.
Na het succes van The Texas Chainsaw Massacre (Hoopers tweede film na Eggshells uit 1969) bleef hij trouw aan het horrorgenre. Zo verfilmde hij Stephen Kings Salem's Lot in 1979 en maakte hij onder meer Poltergeist (1982), het onvermijdelijke The Texas Chainsaw Massacre 2, Toolbox Murders (2003) en Mortuary (2005). Hooper leverde ook aan beide seizoenen van Masters of Horror een film. Een groot deel van zijn werk verscheen rechtstreeks op VHS, dvd en/of televisie.

## Biografie
Hooper raakte op jonge leeftijd gefascineerd door films. Toen hij 12 was maakte hij met een 8mm-camera filmpjes en toen hij 18 was vertrok hij naar Los Angeles om daar te gaan studeren aan de filmacademie.
Na zijn afstuderen begon Hooper met het regisseren van een aantal documentaires en reclamespotjes. Ondertussen schreef hij een aantal scenario's voor gedroomde filmprojecten. Zo wilde hij een remake maken van de sciencefictionklassieker Invaders from Mars, schreef hij een verhaal over vampier-aliens en wilde hij een horrorfilm maken over markies de Sade. Hooper kreeg de financiering voor deze projecten echter niet rond.
Hooper besloot z'n ambities te beperken en ging op zoek naar een verhaal dat makkelijker te verfilmen was. Tijdens zijn zoektocht naar een goed verhaal stuitte hij op een artikel over de Amerikaanse seriemoordenaar Ed Gein, een kannibalistische boer die kleren droeg die gemaakt waren van de huid van z'n slachtoffers. Hooper kwam op het idee van de kettingzaag toen hij door een bouwmarkt liep en een kettingzaag zag staan terwijl hij moest wachten in een enorme rij voor de kassa. Hooper bedacht: "Wat zou het handig zijn om me met die kettingzaag een weg door de rij te banen."
Met het uitgangspunt van een kettingzaag en kannibalisme klopte Hooper aan bij producent Kim Henkel. Henkel was enthousiast en samen schreven ze in 5 dagen een scenario. Om de financiering rond te krijgen, moesten Hooper en Henkel geld lenen van de Texaanse maffia (naar verluidt verdween ruim 90% van de winst in de broekzakken van de maffia).
The Texas Chainsaw Massacre werd volledig gefilmd op het platteland van Texas en geschoten met een budget van 140 000 dollar. Hooper ontdeed zich bij het maken van The Texas Chainsaw Massacre van alle conventies van het horrorgenre en maakte een compleet nieuwe soort film. De film heeft een traag tempo, waarbij veel aan sfeerontwikkeling wordt gedaan. De moordpartijen blijven buiten beeld en lange tijd is het onduidelijk wat er precies gebeurt. Als het laatste slachtoffer over is gebleven, volgt een uitgebreide achtervolging. De mix van documentaire, absurdisme, surrealisme, extreem geweld en cartooneske slapstickhumor, maakte van The Texas Chainsaw Massacre een van de grootste cultfilms aller tijden.

## Na de Chainsaw Massacre
Na dit succes kreeg Hooper de gelegenheid om met dezelfde crew en met de hoofdrolspeelster (Marilyn Burns) een grotere en duurdere horrorfilm in Hollywood te maken. Eaten Alive (1977), een film over een hoteleigenaar die zijn gasten met een zeis vermoordt en vervolgens aan zijn krokodil voert, was stilistisch gezien exact hetzelfde als zijn voorganger, alleen met een veel groter budget.
Juist dit grotere budget bleek het zwakke punt van de film te zijn. Hooper vergreep zich aan dure effecten en verhulde veel minder bloedig detail, wat de suggestiviteit niet ten goede kwam. Juist deze suggestiviteit was de grote kracht van The Texas Chainsaw Massacre. Eaten Alive flopte en Hoopers carrière kwam meteen weer tot stilstand.
Hierna maakte Hooper Salem's Lot (1979), een miniserie gebaseerd op een roman van Stephen King en Funhouse (1980), een komische horrorfilm voor een jeugdig publiek.

## Poltergeist
In 1982 vroeg Steven Spielberg aan Hooper of hij Poltergeist wilde regisseren. Deze film, over een gezin dat door geesten geterroriseerd wordt, was commercieel een nog groter succes dan The Texas Chainsaw Massacre en groeide eveneens uit tot een klassieker in het genre. Toch deed het succes van Poltergeist Hooper meer slecht dan goed. Schrijver en producent Spielberg bleek het draaiboek te hebben geschreven en stiekem grote scènes van de film te hebben geregisseerd. Omdat de film stilistisch gezien naadloos binnen het oeuvre van Spielberg past en geen enkele overeenkomst met het werk van Hooper vertoont, beschouwt iedereen Poltergeist als een film van Spielberg.
Hooper was erg ontevreden over de artistieke beperkingen die Spielberg hem oplegde en besloot voortaan al z'n films zelf te produceren. Zo produceerde en regisseerde Hooper in 1985 een vervolg op The Texas Chainsaw Massacre en verfilmde hij zijn droomprojecten Invaders from Mars (1987), Lifeforce (1989) over vampieristische aliens en Night Terrors (1991) over markies de Sade.
Geen van deze bovenstaande films was een commercieel succes en Hooper maakte een tijd weinig films. Hij hield zich die periode voornamelijk bezig met het filmen van reclamespotjes, televisieseries en videoclips. Hij regisseerde onder meer een aantal clips van Bruce Springsteen.

## Actueel
In 2003 schreef Hooper het scenario van de remake van zijn eigen The Texas Chainsaw Massacre en regisseerde hij Toolbox Murders. Twee jaar later volgde hij die op met Mortuary en zijn bijdrages aan Mick Garris' serie Masters of Horror: Dance of the Dead en The Damned Thing.
- Biblioteca Nacional de España: XX1297522
- Bibliothèque nationale de France: cb139802757 (data)
- Gemeinsame Normdatei: 123395615
- International Standard Name Identifier: 0000 0001 0655 7043
- Library of Congress Control Number: n92063031
- MusicBrainz: c54be5e2-9de0-44d3-9270-169b4f920178
- Nationale Bibliotheek van Tsjechië: pna2010578092
- Nationale Bibliotheek van Israël: 987007437613105171
- Nederlandse Thesaurus van Auteursnamen: 071345329
- Istituto Centrale per il Catalogo Unico: RAVV105791
- LIBRIS: 244510
- SNAC: w64b3x4m
- Système universitaire de documentation: 079001424
- Virtual International Authority File: 100242554
- WorldCat: E39PBJkdj4WwFVyDKwyFDBg3Qq